# Frederik van York

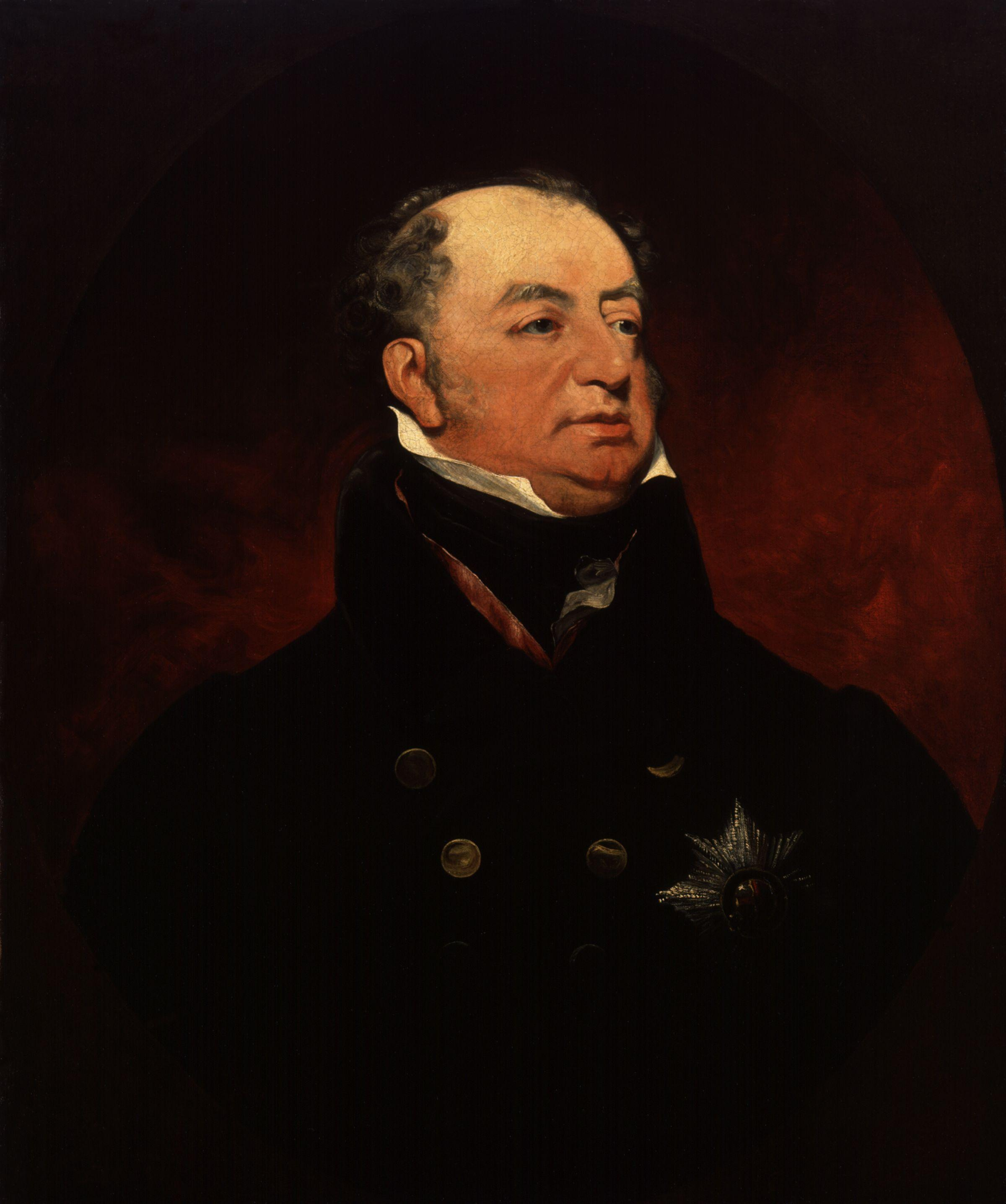
Frederik, hertog van York, in 1822.

Frederik Augustus, hertog van York (Londen, 16 augustus 1763 - aldaar, 5 januari 1827) was de tweede zoon van koning George III van het Verenigd Koninkrijk en Charlotte van Mecklenburg-Strelitz. Van 1820 tot 1827 was hij de kroonprins van het Verenigd Koninkrijk.

## Levensloop

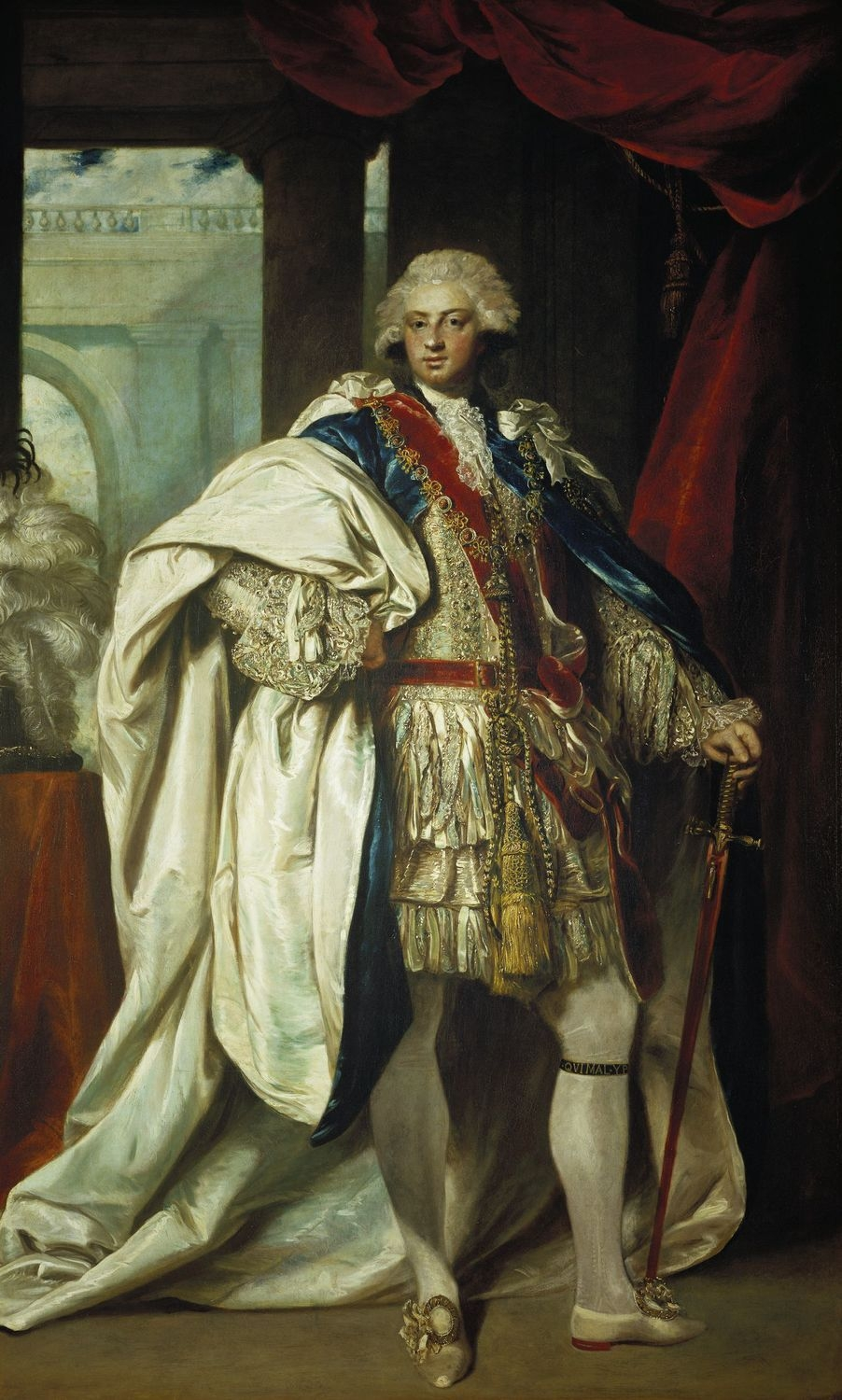
Prins Frederik als ridder in de Orde van de Kousenband.

### Jeugd
Op 27 februari 1764 werd Frederik door de invloed van zijn vader als keurvorst van Hannover verkozen tot prins-bisschop van Osnabrück. Met grote zorg werd hij samen met zijn oudere broer George onderwezen in Kew. In 1767 werd hij ridder in de Orde van het Bad en in 1771 werd hij toegelaten tot de Orde van de Kousenband.

### Militaire en politieke loopbaan

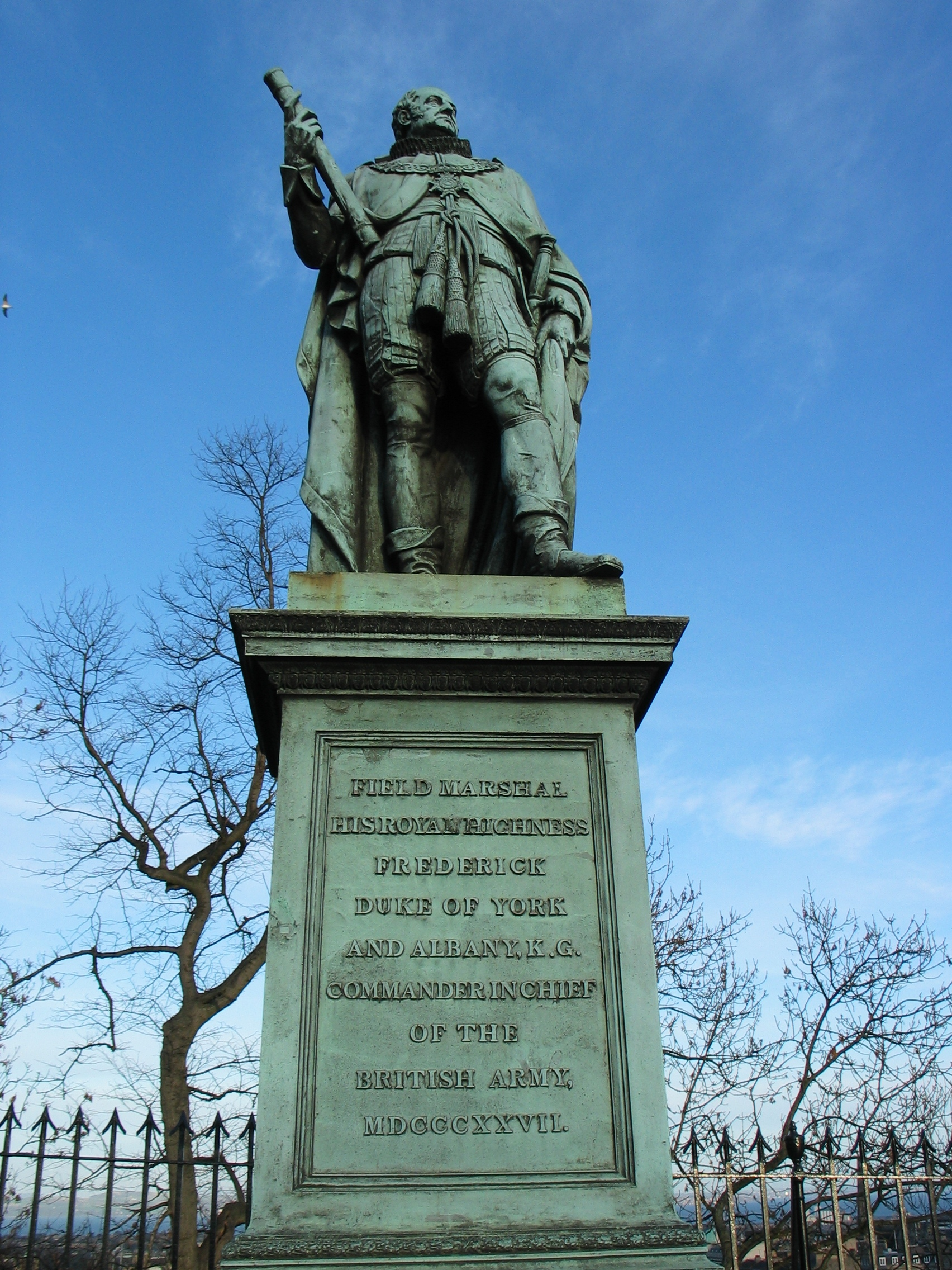
Standbeeld van Prins Frederik als commander in chief of the British Army.

Op 1 november 1780 werd Frederik kolonel in het Britse leger en in 1781 werd hij naar Hannover gestuurd om Frans en Duits te leren. In het leger leerde hij niet enkel militaire tactieken, maar werd hem ook militaire discipline bijgebracht. Hij bezocht onder meer Oostenrijk en Pruisen om daar militaire handelingen te bestuderen. Op elk koninklijk hof liet hij een grote indruk na en in 1782 ontmoette hij Frederik de Grote, de koning van Pruisen. Op 23 maart 1782 werd hij kolonel van de tweede grenadiersgarde te paard. Daarna werd hij op 20 november 1782 benoemd tot generaal-majoor, op 27 oktober 1784 tot luitenant-generaal. Hetzelfde jaar volgde hij de hertog van Richmond op als kolonel van de tweede Coldstream-garde. Daarna werd Frederik op 27 november 1784 als hertog van York en Albany opgenomen in de Britse adel en als graaf van Ulster opgenomen in de Ierse adel. Ook bleef hij tot in 1803 prins-bisschop van Osnabrück.
In 1787 keerde de hertog van York terug naar Engeland en werd daar met enthousiasme ontvangen. Hij was de lievelingszoon van zijn vader en was innig verbonden met zijn oudere broer George, de prins van Wales. Door zijn beleefde manieren, zijn milde gemoedstoestand en zijn vriendelijke gezicht was hij zeer geliefd door de Britse maatschappij.
Op 27 november 1787 werd Frederik toegelaten tot het House of Lords. Toen premier William Pitt de Jongere zijn Regency Bill indiende door de geestesziekte van koning George en dit tot heftige oppositie leidde, gaf hij op 15 december 1788 een opvallende toespraak waarin hij zijn oudere broer George verdedigde. Koning George herstelde echter, waardoor er uiteindelijk geen regentschap moest komen.
Na een ruzie met kolonel Lennox, de zoon van de hertog van Richmond, vochten de twee een duel uit. Nadat kolonel Lennox naar de hertog van York gevuurd had, vuurde hij koelbloedig met het pistool in de lucht. Zijn koelbloedigheid en zijn weigering om zijn rang door het duel in gevaar te brengen werden erg gerespecteerd.
In januari 1791 werd hij uitgehuwelijkt aan prinses Frederika van Pruisen, de oudste dochter van koning Frederik Willem II, die hij had leren kennen tijdens een bezoek in Berlijn. Het parlement gaf hem een toelage van 18.000 pond per jaar, zijn vader een toelage van 7.000 pond voor zijn Iers landgoed en het prinsbisdom van Osnabrück een toelage van 70.000 pond per jaar. Op 29 september 1791 vond het huwelijk plaats in Berlijn, waarna prinses Frederika op 23 november door een enthousiaste menigte in Londen werd begroet. Het huwelijk was echter zeer slecht en de twee gingen al snel uit elkaar. Ze kregen geen kinderen.

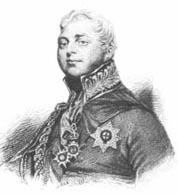
De hertog van York in 1790.

Nadat in 1793 de oorlog met Frankrijk uitbrak, nam de hertog van York het bevel van het Brits contingent dat zich in Vlaanderen bevond op. Dit contingent vocht aan de zijde van het Oostenrijkse leger aangevoerd door prins Frederik Jozias van Saksen-Coburg-Saalfeld. Ze slaagden er echter niet in om de Franse republikeinse legers te verslaan en York bleek geen geboren militaire leider. Aanvankelijk slaagde het geallieerde leger erin om de Fransen uit België te verdrijven. Er ontstond echter een conflict tussen de generaals over de uit te voeren strategie. De prins van Coburg wilde Parijs aanvallen, terwijl York Duinkerke wou aanvallen. Bijgevolg werd het leger in twee gesplitst en York werd naar Duinkerke gestuurd, waar de beste Franse troepen onder het bevel van Lazare Carnot samentroepten. Na enkele nederlagen werden de Engelsen echter teruggedreven naar België. In de periode 1794-1795 werden de geallieerde legers volledig uit België verjaagd en in december 1794 keerde Frederik terug naar Engeland.
De reputatie van de hertog was echter niet aangetast. Op 18 februari 1795 werd hij benoemd tot veldmaarschalk en op 3 april 1798 wegens zijn partijloosheid benoemd tot opperbevelhebber van het leger. In 1799 kreeg hij het bevel over een Brits leger dat de opdracht kreeg om samen met een Russisch oorlogskorps Nederland te veroveren. Het werd echter een fiasco en de legers werden na enkele veldslagen verslagen door de generaals Guillaume Brune en Herman Willem Daendels. De Britten en de Russen mochten Nederland verlaten op voorwaarde dat 8000 Franse krijgsgevangenen werden vrijgelaten. Hierdoor begon de publieke opinie in te zien dat de hertog niet staat was om het bevel te voeren over een landleger. Zo slaagde hij er niet in om de discipline te bewaren en liet hij incapabele officiers in functie. Op 18 maart 1809 nam hij ontslag als opperbevelhebber van het leger, nadat was uitgelekt dat zijn minnares Mary Anne Clarke officiersbenoemingen in het leger verkocht. Daarna werd Frederik verdacht van corruptie, maar werd vrijgesproken.
In mei 1811 werd hij door zijn broer George, die inmiddels prins-regent was geworden, opnieuw benoemd tot opperbevelhebber van het leger. Hij veroorzaakte opnieuw schandalen toen hij in juli 1814 en in juli 1815 van het parlement een compensatie kreeg voor zijn verdiensten in het leger, hoewel hij geen talent had om legerleider te zijn. Na de dood van zijn moeder werd hij in 1818 benoemd tot voogd van zijn krankzinnige vader en was erbij toen zijn vader in januari 1820 stierf.

### Kroonprins
Na de dood van zijn vader werd Frederik de nieuwe kroonprins, omdat de nieuwe koning George IV geen nakomelingen meer had. Georges dochter Charlotte Augusta, de eerste vrouw van de latere koning Leopold I van België, was namelijk in 1817 in het kraambed overleden. Frederik bleef wel lid van het House of Lords en behield zijn functie van opperbevelhebber van het leger.
Zijn band met zijn broer George maakte de hertog van York een invloedrijke persoon in de Britse politiek, maar hij speelde geen grote politieke rol. Hij was een tegenstander van katholieke emancipatie en gaf in april 1825 in een toespraak in het House of Lords zijn steun aan de oppositie. Het standpunt van Frederik hierrond, werd gedeeld door zijn koninklijke broer.
In juli 1826 kreeg de hertog van York oedeemaanvallen. Na een lange ziekte overleed hij op 5 januari 1827 en zijn lichaam werd opgebaard in het St. James's Palace. Op 19 januari 1827 werd hij begraven in de St. George's Chapel in Windsor. Zijn broer Willem, de hertog van Clarence, werd de nieuwe kroonprins en de latere troonopvolger.

## Kwartierstaat (voorouders)
| George II van Groot-Brittannië (1683-1760)        | George II van Groot-Brittannië (1683-1760)        | George II van Groot-Brittannië (1683-1760)        | George II van Groot-Brittannië (1683-1760)        | George II van Groot-Brittannië (1683-1760)        | George II van Groot-Brittannië (1683-1760)        | Caroline van Brandenburg-Ansbach (1683-1737) | Caroline van Brandenburg-Ansbach (1683-1737) | Caroline van Brandenburg-Ansbach (1683-1737) | Caroline van Brandenburg-Ansbach (1683-1737) | Caroline van Brandenburg-Ansbach (1683-1737)       | Caroline van Brandenburg-Ansbach (1683-1737)       |                                                    |                                                    | Frederik II van Saksen-Gotha-Altenburg (1676-1732) | Frederik II van Saksen-Gotha-Altenburg (1676-1732) | Frederik II van Saksen-Gotha-Altenburg (1676-1732) | Frederik II van Saksen-Gotha-Altenburg (1676-1732) | Frederik II van Saksen-Gotha-Altenburg (1676-1732) | Frederik II van Saksen-Gotha-Altenburg (1676-1732) | Magdalena Augusta van Anhalt-Zerbst (1679-1740)   | Magdalena Augusta van Anhalt-Zerbst (1679-1740)   | Magdalena Augusta van Anhalt-Zerbst (1679-1740) | Magdalena Augusta van Anhalt-Zerbst (1679-1740) | Magdalena Augusta van Anhalt-Zerbst (1679-1740) | Magdalena Augusta van Anhalt-Zerbst (1679-1740) |                                    |                                    | Adolf Frederik II van Mecklenburg-Strelitz (1658-1708) | Adolf Frederik II van Mecklenburg-Strelitz (1658-1708) | Adolf Frederik II van Mecklenburg-Strelitz (1658-1708) | Adolf Frederik II van Mecklenburg-Strelitz (1658-1708) | Adolf Frederik II van Mecklenburg-Strelitz (1658-1708) | Adolf Frederik II van Mecklenburg-Strelitz (1658-1708) | Emilia van Schwarzburg-Sondershausen (1681–1751) | Emilia van Schwarzburg-Sondershausen (1681–1751) | Emilia van Schwarzburg-Sondershausen (1681–1751) | Emilia van Schwarzburg-Sondershausen (1681–1751) | Emilia van Schwarzburg-Sondershausen (1681–1751) | Emilia van Schwarzburg-Sondershausen (1681–1751) |                                                |                                                | Ernst Frederik I van Saksen-Hildburghausen (1681-1724) | Ernst Frederik I van Saksen-Hildburghausen (1681-1724) | Ernst Frederik I van Saksen-Hildburghausen (1681-1724)    | Ernst Frederik I van Saksen-Hildburghausen (1681-1724)    | Ernst Frederik I van Saksen-Hildburghausen (1681-1724)    | Ernst Frederik I van Saksen-Hildburghausen (1681-1724)    | Sofia Albertine van Erbach-Erbach (1683-1742)             | Sofia Albertine van Erbach-Erbach (1683-1742)             | Sofia Albertine van Erbach-Erbach (1683-1742) | Sofia Albertine van Erbach-Erbach (1683-1742) | Sofia Albertine van Erbach-Erbach (1683-1742) | Sofia Albertine van Erbach-Erbach (1683-1742) |  |  |  |  |  |  |  |  |  |  |  |  |  |  |  |  |  |  |  |  |  |  |  |  |  |  |  |  |  |  |  |  |  |  |  |  |  |  |  |  |  |  |  |  |  |  |  |  |
| George II van Groot-Brittannië (1683-1760)        | George II van Groot-Brittannië (1683-1760)        | George II van Groot-Brittannië (1683-1760)        | George II van Groot-Brittannië (1683-1760)        | George II van Groot-Brittannië (1683-1760)        | George II van Groot-Brittannië (1683-1760)        | Caroline van Brandenburg-Ansbach (1683-1737) | Caroline van Brandenburg-Ansbach (1683-1737) | Caroline van Brandenburg-Ansbach (1683-1737) | Caroline van Brandenburg-Ansbach (1683-1737) | Caroline van Brandenburg-Ansbach (1683-1737)       | Caroline van Brandenburg-Ansbach (1683-1737)       |                                                    |                                                    | Frederik II van Saksen-Gotha-Altenburg (1676-1732) | Frederik II van Saksen-Gotha-Altenburg (1676-1732) | Frederik II van Saksen-Gotha-Altenburg (1676-1732) | Frederik II van Saksen-Gotha-Altenburg (1676-1732) | Frederik II van Saksen-Gotha-Altenburg (1676-1732) | Frederik II van Saksen-Gotha-Altenburg (1676-1732) | Magdalena Augusta van Anhalt-Zerbst (1679-1740)   | Magdalena Augusta van Anhalt-Zerbst (1679-1740)   | Magdalena Augusta van Anhalt-Zerbst (1679-1740) | Magdalena Augusta van Anhalt-Zerbst (1679-1740) | Magdalena Augusta van Anhalt-Zerbst (1679-1740) | Magdalena Augusta van Anhalt-Zerbst (1679-1740) |                                    |                                    | Adolf Frederik II van Mecklenburg-Strelitz (1658-1708) | Adolf Frederik II van Mecklenburg-Strelitz (1658-1708) | Adolf Frederik II van Mecklenburg-Strelitz (1658-1708) | Adolf Frederik II van Mecklenburg-Strelitz (1658-1708) | Adolf Frederik II van Mecklenburg-Strelitz (1658-1708) | Adolf Frederik II van Mecklenburg-Strelitz (1658-1708) | Emilia van Schwarzburg-Sondershausen (1681–1751) | Emilia van Schwarzburg-Sondershausen (1681–1751) | Emilia van Schwarzburg-Sondershausen (1681–1751) | Emilia van Schwarzburg-Sondershausen (1681–1751) | Emilia van Schwarzburg-Sondershausen (1681–1751) | Emilia van Schwarzburg-Sondershausen (1681–1751) |                                                |                                                | Ernst Frederik I van Saksen-Hildburghausen (1681-1724) | Ernst Frederik I van Saksen-Hildburghausen (1681-1724) | Ernst Frederik I van Saksen-Hildburghausen (1681-1724)    | Ernst Frederik I van Saksen-Hildburghausen (1681-1724)    | Ernst Frederik I van Saksen-Hildburghausen (1681-1724)    | Ernst Frederik I van Saksen-Hildburghausen (1681-1724)    | Sofia Albertine van Erbach-Erbach (1683-1742)             | Sofia Albertine van Erbach-Erbach (1683-1742)             | Sofia Albertine van Erbach-Erbach (1683-1742) | Sofia Albertine van Erbach-Erbach (1683-1742) | Sofia Albertine van Erbach-Erbach (1683-1742) | Sofia Albertine van Erbach-Erbach (1683-1742) |  |  |  |  |  |  |  |  |  |  |  |  |  |  |  |  |  |  |  |  |  |  |  |  |  |  |  |  |  |  |  |  |  |  |  |  |  |  |  |  |  |  |  |  |  |  |  |  |
|                                                   |                                                   |                                                   |                                                   |                                                   |                                                   |                                              |                                              |                                              |                                              |                                                    |                                                    |                                                    |                                                    |                                                    |                                                    |                                                    |                                                    |                                                    |                                                    |                                                   |                                                   |                                                 |                                                 |                                                 |                                                 |                                    |                                    |                                                        |                                                        |                                                        |                                                        |                                                        |                                                        |                                                  |                                                  |                                                  |                                                  |                                                  |                                                  |                                                |                                                |                                                        |                                                        |                                                           |                                                           |                                                           |                                                           |                                                           |                                                           |                                               |                                               |                                               |                                               |  |  |  |  |  |  |  |  |  |  |  |  |  |  |  |  |  |  |  |  |  |  |  |  |  |  |  |  |  |  |  |  |  |  |  |  |  |  |  |  |  |  |  |  |  |  |  |  |
|                                                   |                                                   |                                                   |                                                   | Frederik van Groot-Brittannië (1707-1751)         | Frederik van Groot-Brittannië (1707-1751)         | Frederik van Groot-Brittannië (1707-1751)    | Frederik van Groot-Brittannië (1707-1751)    | Frederik van Groot-Brittannië (1707-1751)    | Frederik van Groot-Brittannië (1707-1751)    |                                                    |                                                    |                                                    |                                                    |                                                    |                                                    | Augusta van Saksen-Gotha (1719-1772)               | Augusta van Saksen-Gotha (1719-1772)               | Augusta van Saksen-Gotha (1719-1772)               | Augusta van Saksen-Gotha (1719-1772)               | Augusta van Saksen-Gotha (1719-1772)              | Augusta van Saksen-Gotha (1719-1772)              |                                                 |                                                 |                                                 |                                                 |                                    |                                    |                                                        |                                                        |                                                        |                                                        | Karel van Mecklenburg-Strelitz (1708-1752)             | Karel van Mecklenburg-Strelitz (1708-1752)             | Karel van Mecklenburg-Strelitz (1708-1752)       | Karel van Mecklenburg-Strelitz (1708-1752)       | Karel van Mecklenburg-Strelitz (1708-1752)       | Karel van Mecklenburg-Strelitz (1708-1752)       |                                                  |                                                  |                                                |                                                |                                                        |                                                        | Elisabeth Albertine van Saksen-Hildburghausen (1713-1761) | Elisabeth Albertine van Saksen-Hildburghausen (1713-1761) | Elisabeth Albertine van Saksen-Hildburghausen (1713-1761) | Elisabeth Albertine van Saksen-Hildburghausen (1713-1761) | Elisabeth Albertine van Saksen-Hildburghausen (1713-1761) | Elisabeth Albertine van Saksen-Hildburghausen (1713-1761) |                                               |                                               |                                               |                                               |  |  |  |  |  |  |  |  |  |  |  |  |  |  |  |  |  |  |  |  |  |  |  |  |  |  |  |  |  |  |  |  |  |  |  |  |  |  |  |  |  |  |  |  |  |  |  |  |
|                                                   |                                                   |                                                   |                                                   | Frederik van Groot-Brittannië (1707-1751)         | Frederik van Groot-Brittannië (1707-1751)         | Frederik van Groot-Brittannië (1707-1751)    | Frederik van Groot-Brittannië (1707-1751)    | Frederik van Groot-Brittannië (1707-1751)    | Frederik van Groot-Brittannië (1707-1751)    |                                                    |                                                    |                                                    |                                                    |                                                    |                                                    | Augusta van Saksen-Gotha (1719-1772)               | Augusta van Saksen-Gotha (1719-1772)               | Augusta van Saksen-Gotha (1719-1772)               | Augusta van Saksen-Gotha (1719-1772)               | Augusta van Saksen-Gotha (1719-1772)              | Augusta van Saksen-Gotha (1719-1772)              |                                                 |                                                 |                                                 |                                                 |                                    |                                    |                                                        |                                                        |                                                        |                                                        | Karel van Mecklenburg-Strelitz (1708-1752)             | Karel van Mecklenburg-Strelitz (1708-1752)             | Karel van Mecklenburg-Strelitz (1708-1752)       | Karel van Mecklenburg-Strelitz (1708-1752)       | Karel van Mecklenburg-Strelitz (1708-1752)       | Karel van Mecklenburg-Strelitz (1708-1752)       |                                                  |                                                  |                                                |                                                |                                                        |                                                        | Elisabeth Albertine van Saksen-Hildburghausen (1713-1761) | Elisabeth Albertine van Saksen-Hildburghausen (1713-1761) | Elisabeth Albertine van Saksen-Hildburghausen (1713-1761) | Elisabeth Albertine van Saksen-Hildburghausen (1713-1761) | Elisabeth Albertine van Saksen-Hildburghausen (1713-1761) | Elisabeth Albertine van Saksen-Hildburghausen (1713-1761) |                                               |                                               |                                               |                                               |  |  |  |  |  |  |  |  |  |  |  |  |  |  |  |  |  |  |  |  |  |  |  |  |  |  |  |  |  |  |  |  |  |  |  |  |  |  |  |  |  |  |  |  |  |  |  |  |
|                                                   |                                                   |                                                   |                                                   |                                                   |                                                   |                                              |                                              |                                              |                                              | George III van het Verenigd Koninkrijk (1738-1820) | George III van het Verenigd Koninkrijk (1738-1820) | George III van het Verenigd Koninkrijk (1738-1820) | George III van het Verenigd Koninkrijk (1738-1820) | George III van het Verenigd Koninkrijk (1738-1820) | George III van het Verenigd Koninkrijk (1738-1820) |                                                    |                                                    |                                                    |                                                    |                                                   |                                                   |                                                 |                                                 |                                                 |                                                 |                                    |                                    |                                                        |                                                        |                                                        |                                                        |                                                        |                                                        |                                                  |                                                  |                                                  |                                                  | Charlotte van Mecklenburg-Strelitz (1744-1818)   | Charlotte van Mecklenburg-Strelitz (1744-1818)   | Charlotte van Mecklenburg-Strelitz (1744-1818) | Charlotte van Mecklenburg-Strelitz (1744-1818) | Charlotte van Mecklenburg-Strelitz (1744-1818)         | Charlotte van Mecklenburg-Strelitz (1744-1818)         |                                                           |                                                           |                                                           |                                                           |                                                           |                                                           |                                               |                                               |                                               |                                               |  |  |  |  |  |  |  |  |  |  |  |  |  |  |  |  |  |  |  |  |  |  |  |  |  |  |  |  |  |  |  |  |  |  |  |  |  |  |  |  |  |  |  |  |  |  |  |  |
|                                                   |                                                   |                                                   |                                                   |                                                   |                                                   |                                              |                                              |                                              |                                              | George III van het Verenigd Koninkrijk (1738-1820) | George III van het Verenigd Koninkrijk (1738-1820) | George III van het Verenigd Koninkrijk (1738-1820) | George III van het Verenigd Koninkrijk (1738-1820) | George III van het Verenigd Koninkrijk (1738-1820) | George III van het Verenigd Koninkrijk (1738-1820) |                                                    |                                                    |                                                    |                                                    |                                                   |                                                   |                                                 |                                                 |                                                 |                                                 |                                    |                                    |                                                        |                                                        |                                                        |                                                        |                                                        |                                                        |                                                  |                                                  |                                                  |                                                  | Charlotte van Mecklenburg-Strelitz (1744-1818)   | Charlotte van Mecklenburg-Strelitz (1744-1818)   | Charlotte van Mecklenburg-Strelitz (1744-1818) | Charlotte van Mecklenburg-Strelitz (1744-1818) | Charlotte van Mecklenburg-Strelitz (1744-1818)         | Charlotte van Mecklenburg-Strelitz (1744-1818)         |                                                           |                                                           |                                                           |                                                           |                                                           |                                                           |                                               |                                               |                                               |                                               |  |  |  |  |  |  |  |  |  |  |  |  |  |  |  |  |  |  |  |  |  |  |  |  |  |  |  |  |  |  |  |  |  |  |  |  |  |  |  |  |  |  |  |  |  |  |  |  |
|                                                   |                                                   |                                                   |                                                   |                                                   |                                                   |                                              |                                              |                                              |                                              |                                                    |                                                    |                                                    |                                                    |                                                    |                                                    |                                                    |                                                    |                                                    |                                                    |                                                   |                                                   |                                                 |                                                 |                                                 |                                                 |                                    |                                    |                                                        |                                                        |                                                        |                                                        |                                                        |                                                        |                                                  |                                                  |                                                  |                                                  |                                                  |                                                  |                                                |                                                |                                                        |                                                        |                                                           |                                                           |                                                           |                                                           |                                                           |                                                           |                                               |                                               |                                               |                                               |  |  |  |  |  |  |  |  |  |  |  |  |  |  |  |  |  |  |  |  |  |  |  |  |  |  |  |  |  |  |  |  |  |  |  |  |  |  |  |  |  |  |  |  |  |  |  |  |
|                                                   |                                                   |                                                   |                                                   |                                                   |                                                   |                                              |                                              |                                              |                                              |                                                    |                                                    |                                                    |                                                    |                                                    |                                                    |                                                    |                                                    |                                                    |                                                    |                                                   |                                                   |                                                 |                                                 |                                                 |                                                 |                                    |                                    |                                                        |                                                        |                                                        |                                                        |                                                        |                                                        |                                                  |                                                  |                                                  |                                                  |                                                  |                                                  |                                                |                                                |                                                        |                                                        |                                                           |                                                           |                                                           |                                                           |                                                           |                                                           |                                               |                                               |                                               |                                               |  |  |  |  |  |  |  |  |  |  |  |  |  |  |  |  |  |  |  |  |  |  |  |  |  |  |  |  |  |  |  |  |  |  |  |  |  |  |  |  |  |  |  |  |  |  |  |  |
| George IV van het Verenigd Koninkrijk (1762-1830) | George IV van het Verenigd Koninkrijk (1762-1830) | George IV van het Verenigd Koninkrijk (1762-1830) | George IV van het Verenigd Koninkrijk (1762-1830) | George IV van het Verenigd Koninkrijk (1762-1830) | George IV van het Verenigd Koninkrijk (1762-1830) |                                              |                                              | Frederik van York (1763-1827)                | Frederik van York (1763-1827)                | Frederik van York (1763-1827)                      | Frederik van York (1763-1827)                      | Frederik van York (1763-1827)                      | Frederik van York (1763-1827)                      |                                                    |                                                    | Willem IV van het Verenigd Koninkrijk (1765-1837)  | Willem IV van het Verenigd Koninkrijk (1765-1837)  | Willem IV van het Verenigd Koninkrijk (1765-1837)  | Willem IV van het Verenigd Koninkrijk (1765-1837)  | Willem IV van het Verenigd Koninkrijk (1765-1837) | Willem IV van het Verenigd Koninkrijk (1765-1837) |                                                 |                                                 | Charlotte van Hannover (1766-1828)              | Charlotte van Hannover (1766-1828)              | Charlotte van Hannover (1766-1828) | Charlotte van Hannover (1766-1828) | Charlotte van Hannover (1766-1828)                     | Charlotte van Hannover (1766-1828)                     |                                                        |                                                        | Eduard August van Kent (1767-1820)                     | Eduard August van Kent (1767-1820)                     | Eduard August van Kent (1767-1820)               | Eduard August van Kent (1767-1820)               | Eduard August van Kent (1767-1820)               | Eduard August van Kent (1767-1820)               |                                                  |                                                  | Ernst August I van Hannover (1771-1851)        | Ernst August I van Hannover (1771-1851)        | Ernst August I van Hannover (1771-1851)                | Ernst August I van Hannover (1771-1851)                | Ernst August I van Hannover (1771-1851)                   | Ernst August I van Hannover (1771-1851)                   |                                                           |                                                           | ... + 6 zusters en 3 broers                               | ... + 6 zusters en 3 broers                               | ... + 6 zusters en 3 broers                   | ... + 6 zusters en 3 broers                   | ... + 6 zusters en 3 broers                   | ... + 6 zusters en 3 broers                   |  |  |  |  |  |  |  |  |  |  |  |  |  |  |  |  |  |  |  |  |  |  |  |  |  |  |  |  |  |  |  |  |  |  |  |  |  |  |  |  |  |  |  |  |  |  |  |  |